# Curetis dohertyi
Curetis dohertyi är en fjärilsart som beskrevs av Chapman 1915. Curetis dohertyi ingår i släktet Curetis och familjen juvelvingar. Inga underarter finns listade i Catalogue of Life.